# アラブサッカー連盟
アラブサッカー連盟（あらぶさっかーれんめい、阿: الاتحاد العربي لكرة القدم , 仏: Union des Associations de Football Arabe）は、アラブ諸国が加盟しているサッカーの地域連盟である。略称はUAFA。1974年に設立。

## 加盟国・地域
アジア
- アラブ首長国連邦
- イエメン
- イラク
- オマーン
- カタール
- クウェート
- サウジアラビア
- ヨルダン
- シリア
- バーレーン
- パレスチナ
- レバノン

アフリカ
- アルジェリア
- エジプト
- コモロ
- ジブチ
- スーダン
- ソマリア
- チュニジア
- モロッコ
- モーリタニア
- リビア

## 大会一覧

### ナショナルチーム
| 男子: - アラブカップ - パンアラブ競技大会 - アラブU-20選手権 - アラブU-17選手権 - アラブU-15選手権 - アラブフットサル選手権 - アラブビーチサッカー選手権 | 女子: - アラブ女子選手権 - アラブU-17女子選手権 |

### クラブチーム
- アラブ・クラブ・チャンピオンズカップ